# Juan Sánchez Miño
Juan Manuel Sánchez Miño (* 1. Januar 1990 in Buenos Aires) ist ein argentinischer Fußballspieler. Der Linksfuß spielt auf der Position eines Mittelfeldspielers.

## Karriere
Sánchez Miño erhielt seine fußballerische Ausbildung bei Boca Juniors in Buenos Aires. Hier schaffte er 2010 als Achtzehnjähriger den Aufstieg in den Profikader. Mit diesem konnte Sánchez Miño 2011/12 die Apertura gewinnen. Aufgrund seiner guten Leistungen wurde 2014 vom FC Turin verpflichtet. In seiner Zeit bei Turin erwarb er die italienische Staatsbürgerschaft. Hier konnte der Spieler sich aber nicht durchsetzen, so dass er bereits im nächsten Jahr wieder auf Leihbasis zurück nach Argentinien zum Estudiantes de La Plata ging. Bei dem Klub blieb er nur bis Ende 2015. Seine nächste Station wurde Anfang 2016, wieder als Leihgeschäft des FC Turin, dann der Cruzeiro EC aus Belo Horizonte in Brasilien. Im Sommer 2016 wurde Miño fest vom CA Independiente unter Vertrag genommen. Mit dem Klub konnte er 2017 die Copa Sudamericana gewinnen.
Im September 2020 wechselte er nach Spanien zum FC Elche. Im Zuge des Wechsel wurde eine Ablöse von 170.000 Euro gezahlt und Sánchez Miño verzichtete auf noch ausstehende Zahlungen seitens Independiente. Anfang Februar 2021 wurde der Vertrag vorzeitig gekündigt. Noch im selben Monat unterzeichnete in seiner Heimat wieder bei Estudiantes. Der Vertrag erhielt eine Laufzeit bis Jahresende.
Im Anschluss wechselte Miño zum CA Colón. Hier erhielt er einen Vertrag bis 31. Dezember 2023. Der Vertrag wurde im Januar 2023 vorzeitig beendet und der Spieler unterzeichnete beim CA Lanús. 2024 trat er dann für den CA Tigre an.

## Erfolge
Boca Juniors
- Argentinien Meister Apertura: 2011/12
- Copa Argentina: 2011/12

Independiente
- Copa Sudamericana: 2017
- Copa Suruga Bank: 2018